# Crotalaria lebeckioides
Crotalaria lebeckioides là một loài thực vật có hoa trong họ Đậu. Loài này được Bond miêu tả khoa học đầu tiên.